# Hyundai Palisade
Der Hyundai Palisade ist ein Sport Utility Vehicle des südkoreanischen Automobilherstellers Hyundai. Produziert wird der Palisade im südkoreanischen Ulsan.

## 1. Generation (2018–2025)
Vorgestellt wurde die erste Generation der Baureihe im Rahmen der LA Auto Show im November 2018. Es ist das Nachfolgemodell des Hyundai Maxcruz. Ab Sommer 2019 wurde das SUV in Nordamerika angeboten. Auf dem südkoreanischen Heimatmarkt war der Wagen bereits ab Dezember 2018 erhältlich, in Europa wurde er nicht angeboten.
Anfang Februar 2020 setzte Hyundai die Produktion des Palisade aus, da auf Grund der Coronavirus-Epidemie Bauteile aus China nicht verfügbar waren.
Eine überarbeitete Version der Baureihe präsentierte Hyundai im April 2022 auf der New York International Auto Show. Sie kam im Sommer 2022 in den Handel.

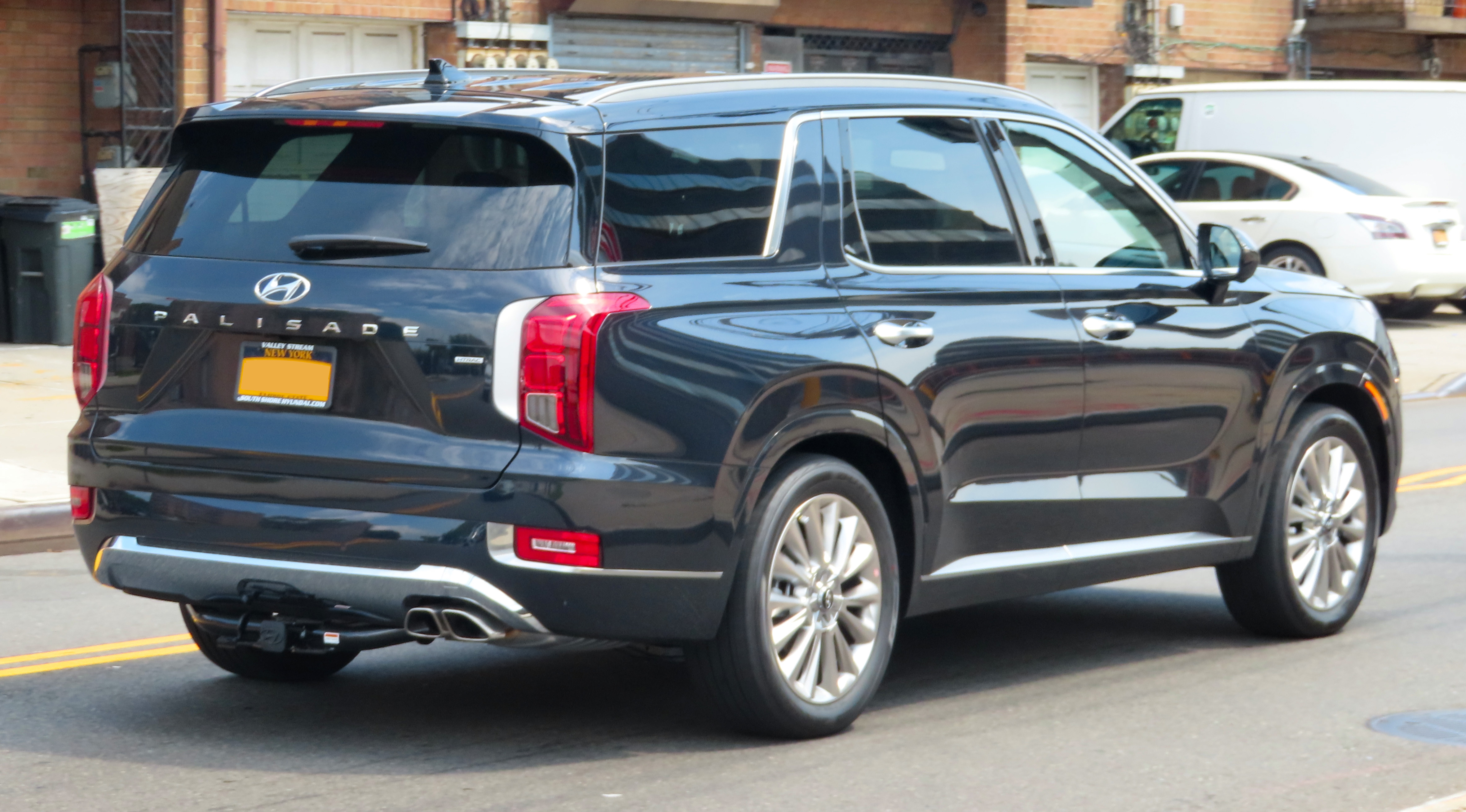
Heckansicht
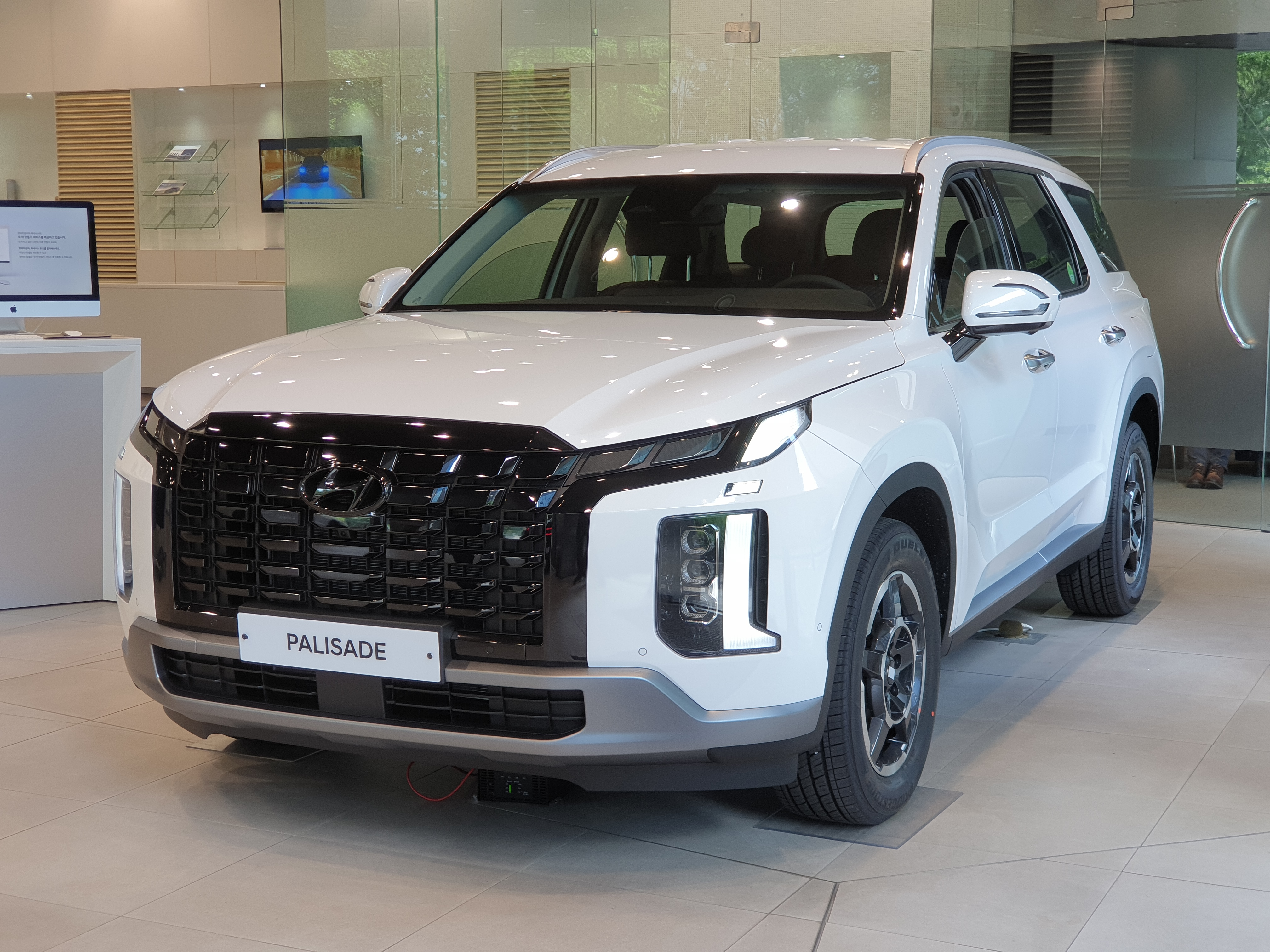
Hyundai Palisade (2022–2025)
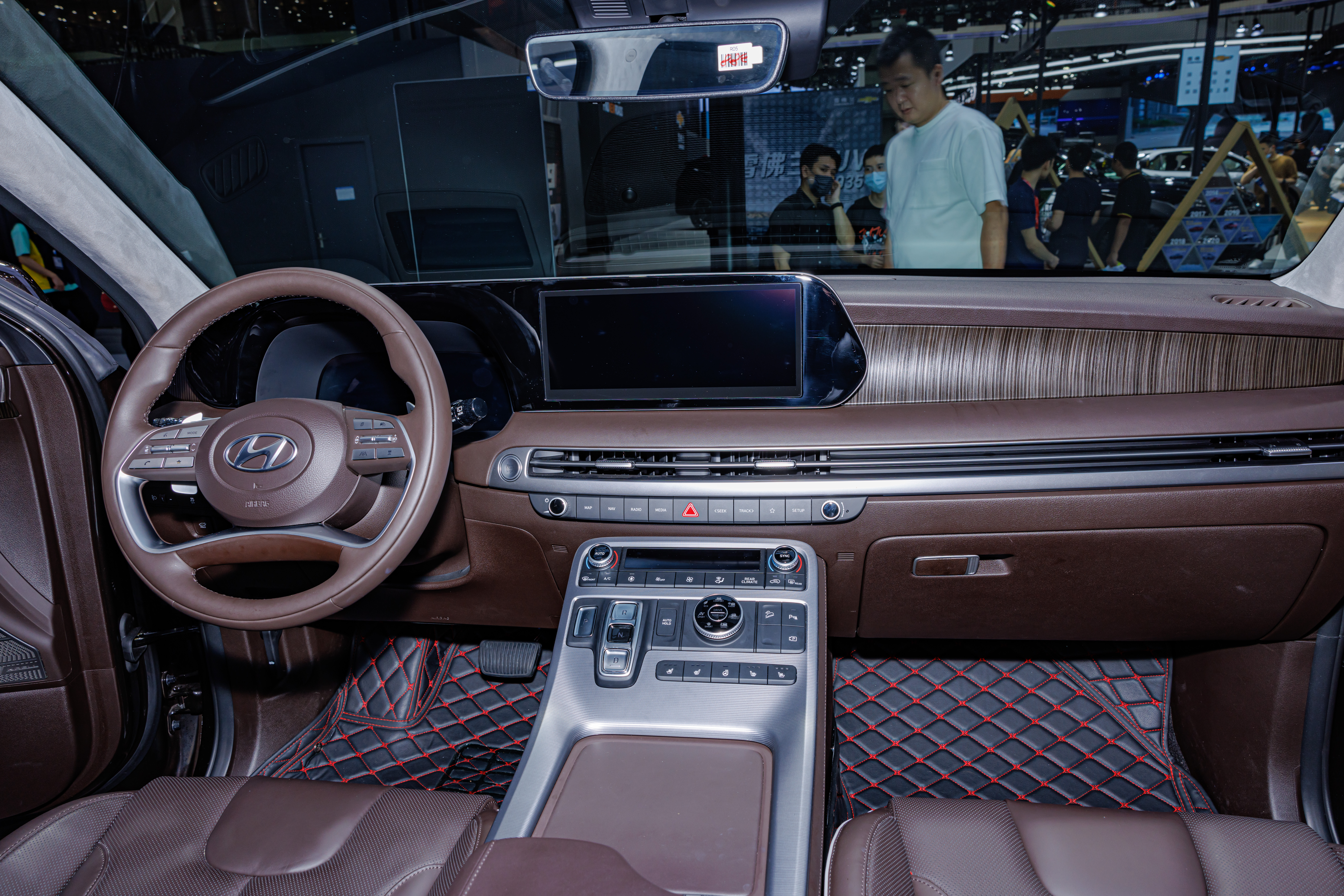
Innenansicht

### Technik
Verkauft wurde der Palisade der ersten Generation mit bis zu acht Sitzplätzen. Er verfügt unter anderem über ein Head-up-Display, eine Totwinkel-Überwachung, einen Spurhalteassistenten sowie eine sensorbasierte Überwachung der Rücksitze, die verhindern soll, dass Kinder oder Tiere im Wagen vergessen werden, wenn Fahrer und Beifahrer das Fahrzeug verlassen.
Der auf der North American International Auto Show im Januar 2019 vorgestellte Kia Telluride basiert auf dem Palisade.

### Technische Daten
Angetrieben wird das SUV entweder von einem 3,5- oder 3,8-Liter-V6-Ottomotor mit 204 kW (277 PS) oder 217 kW (295 PS) oder einem 2,2-Liter-Dieselmotor mit 142 kW (193 PS) oder 149 kW (202 PS). Serienmäßig hatte der Palisade ein 8-Stufen-Automatikgetriebe und Vorderradantrieb, gegen Aufpreis war Allradantrieb für alle Motorvarianten erhältlich.
| Kenngrößen                                  | 3.5 MPi                      | 3.8 GDi                      | 2.2 TCi                      | 2.2 TCi                      |
| Bauzeitraum                                 | 2019–2025                    | 2018–2025                    | 2019–2025                    | 2018–2025                    |
| Motorkenndaten                              |                              |                              |                              |                              |
| Motortyp                                    | V6-Ottomotor                 | V6-Ottomotor                 | R4-Dieselmotor               | R4-Dieselmotor               |
| Hubraum                                     | 3470 cm³                     | 3778 cm³                     | 2199 cm³                     | 2199 cm³                     |
| max. Leistung                               | 204 kW (277 PS) bei 6300/min | 217 kW (295 PS) bei 6000/min | 142 kW (193 PS) bei 3800/min | 149 kW (202 PS) bei 3800/min |
| max. Drehmoment                             | 335 Nm bei 5000/min          | 355 Nm bei 5200/min          | 441 Nm bei 1750–2750/min     | 441 Nm bei 1750–2750/min     |
| Kraftübertragung                            |                              |                              |                              |                              |
| Antrieb, serienmäßig                        | Vorderradantrieb             | Vorderradantrieb             | Vorderradantrieb             | Vorderradantrieb             |
| Antrieb, optional                           | (Allradantrieb)              | (Allradantrieb)              | (Allradantrieb)              | (Allradantrieb)              |
| Getriebe, serienmäßig                       | 8-Stufen-Automatikgetriebe   | 8-Stufen-Automatikgetriebe   | 8-Stufen-Automatikgetriebe   | 8-Stufen-Automatikgetriebe   |
| Messwerte                                   |                              |                              |                              |                              |
| Höchstgeschwindigkeit                       | 210 km/h (210 km/h)          | 210 km/h (210 km/h)          | 190 km/h (190 km/h)          | 190 km/h (190 km/h)          |
| Beschleunigung, 0–100 km/h                  | 8,2 s (8,1 s)                | 7,8 s (7,7 s)                | 10,2 s (10,5 s)              | 10,2 s (10,5 s)              |
| Kraftstoffverbrauch auf 100 km (kombiniert) | 9,9 l Super (10,5 l Super)   | 10,4 l Super (10,4 l Super)  | 7,0 l Diesel (7,5 l Diesel)  | 7,0 l Diesel (7,5 l Diesel)  |
| CO2-Emission (kombiniert)                   | 231 g/km (248 g/km)          | 249 g/km (249 g/km)          | 182 g/km (196 g/km)          | 182 g/km (196 g/km)          |
| Tankinhalt                                  | 71 l                         | 71 l                         | 71 l                         | 71 l                         |

## 2. Generation (seit 2025)
Eine neue Generation des Palisade wurde im Dezember 2024 präsentiert. Kurz darauf begann der Verkauf auf dem südkoreanischen Heimatmarkt. Der nordamerikanische Markt folgte im Sommer 2025.

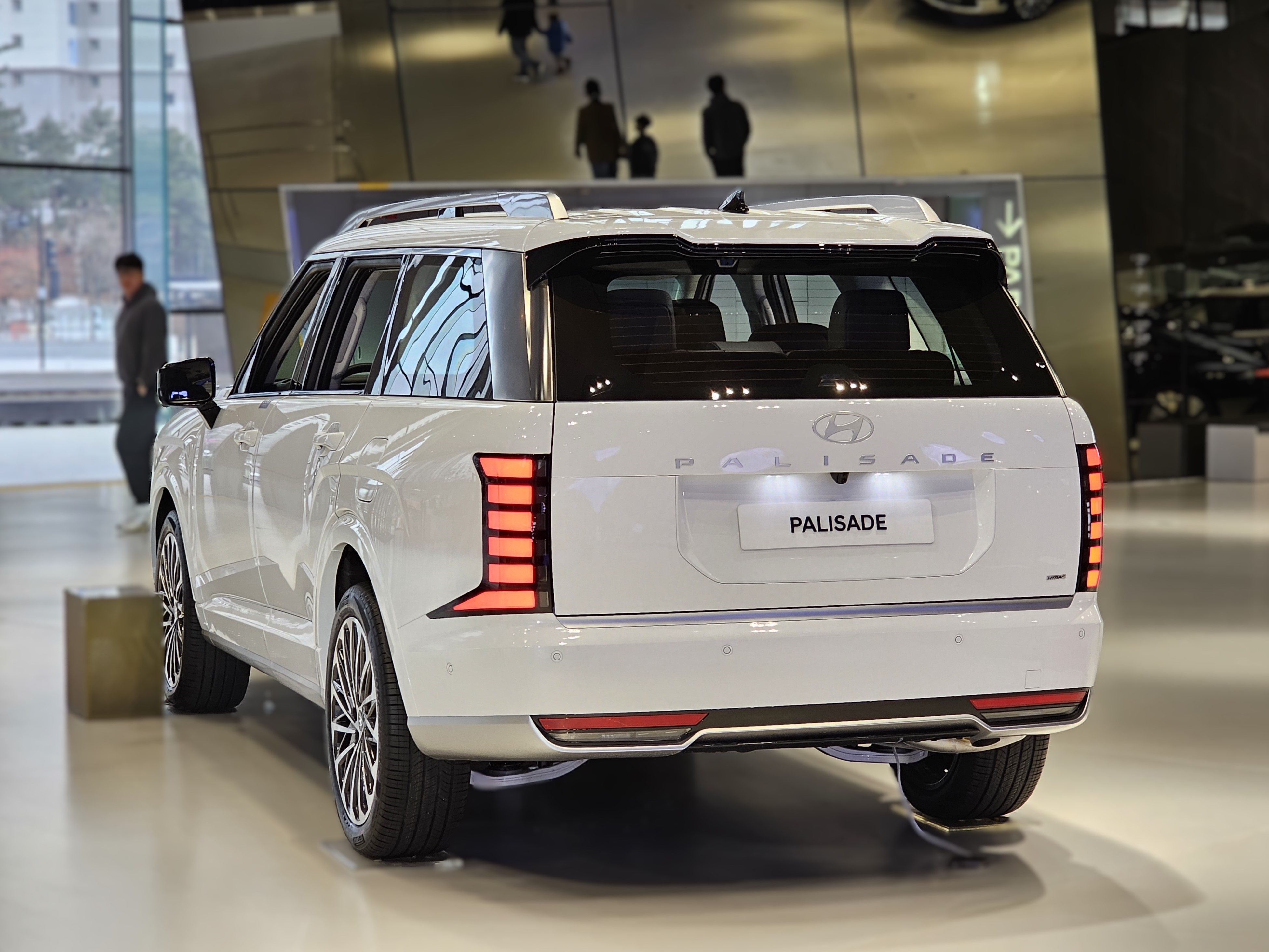
Heckansicht
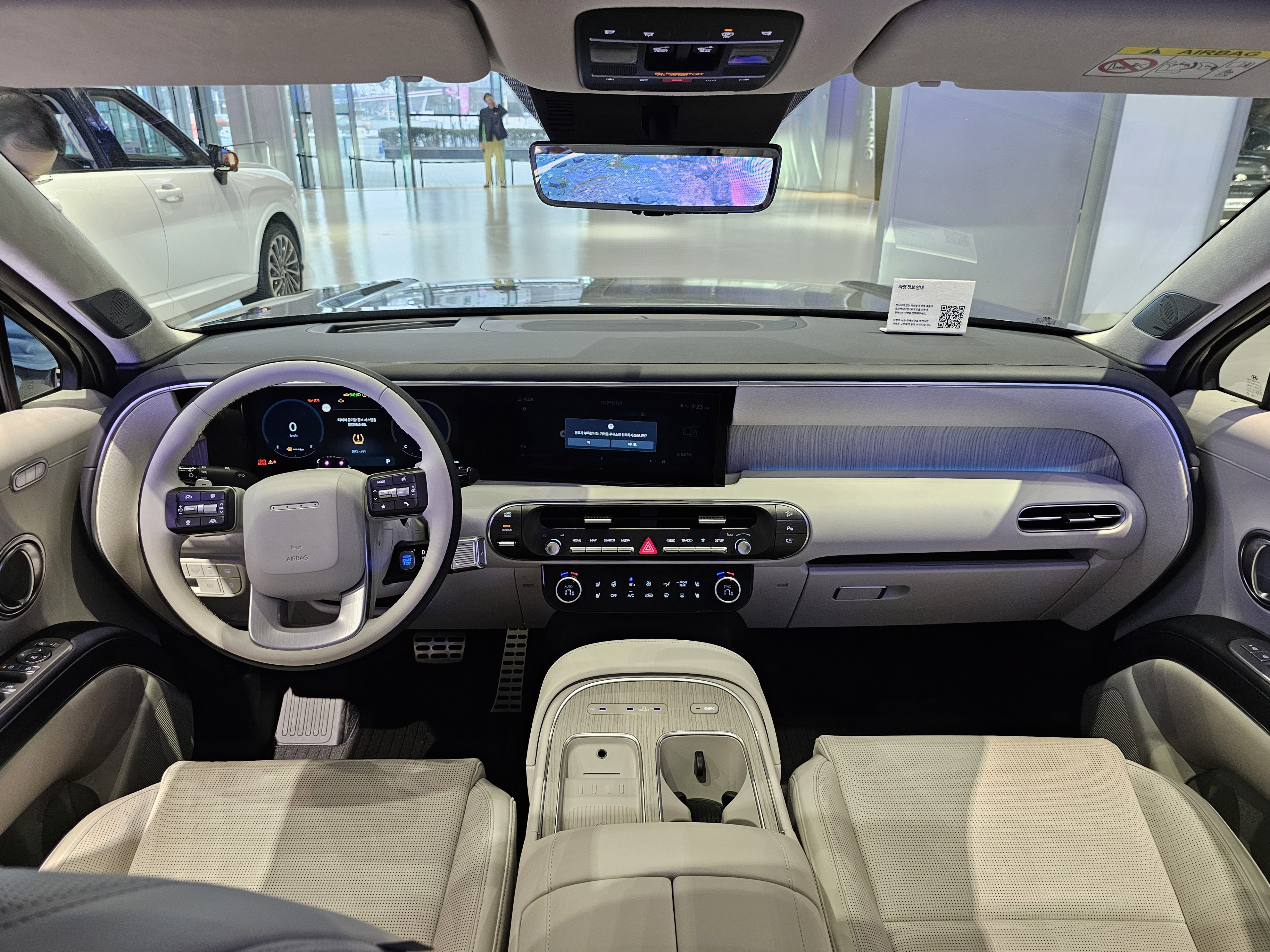
Innenansicht

### Technische Daten
Angetrieben wird das bis zu neunsitzige Fahrzeug von einem 2,5-Liter-Ottomotor mit maximal 207 kW (281 PS) oder einem 2,5-Liter-Voll-Hybrid mit einer Systemleistung von 246 kW (334 PS). In Nordamerika gibt es außerdem noch einen 3,5-Liter-V6-Ottomotor mit 211 kW (287 PS).
| Kenngrößen                                  | 2.5 T-GDI                    | 2.5 T-GDI                             | 3.5 V6                       | 2.5 Hybrid                        |
| Bauzeitraum                                 | seit 08/2025                 | seit 01/2025                          | seit 07/2025                 | seit 01/2025                      |
| Motorkenndaten                              |                              |                                       |                              |                                   |
| Motortyp                                    | R4-Ottomotor                 | R4-Ottomotor                          | V6-Ottomotor                 | R4-Ottomotor + Elektromotor       |
| Hubraum                                     | 2497 cm³                     | 2497 cm³                              | 3470 cm³                     | 2497 cm³                          |
| max. Leistung                               | 183 kW (249 PS) bei 5800/min | 207 kW (281 PS) bei 5800/min          | 211 kW (287 PS) bei 5800/min | 246 kW (334 PS) bei 5800/min (1)  |
| max. Drehmoment                             |                              | 422 Nm bei 1700–4000/min              | 353 Nm bei 5000/min          | 460 Nm bei 1800–4500/min (2)      |
| Kraftübertragung                            |                              |                                       |                              |                                   |
| Antrieb, serienmäßig                        | Allradantrieb                | Vorderradantrieb                      | Allradantrieb                | Vorderradantrieb                  |
| Antrieb, optional                           | —                            | (Allradantrieb)                       | —                            | (Allradantrieb)                   |
| Getriebe, serienmäßig                       | 8-Stufen-Automatikgetriebe   | 8-Stufen-Automatikgetriebe            | 8-Stufen-Automatikgetriebe   | 6-Stufen-Automatikgetriebe        |
| Messwerte                                   |                              |                                       |                              |                                   |
| Höchstgeschwindigkeit                       | 210 km/h                     | k. A.                                 | k. A.                        | k. A.                             |
| Beschleunigung, 0–100 km/h                  | 8,0 s                        | k. A.                                 | k. A.                        | k. A.                             |
| Kraftstoffverbrauch auf 100 km (kombiniert) | 10,0 l Super                 | 10,3–11,5 l Super (11,5–12,2 l Super) | 11,1–12,7 l Super            | 7,1–8,0 l Super (8,0–8,8 l Super) |
| CO2-Emission (kombiniert)                   | 222 g/km                     | 174–195 g/km (193–207 g/km)           | k. A.                        | 114–131 g/km (131–145 g/km)       |
| Tankinhalt                                  | 72 l                         | 72 l                                  | 72 l                         | 72 l                              |